# Extradition
L'extradition est une procédure juridique par laquelle un État livre l'auteur d'une infraction à un État étranger qui le réclame, pour qu'il puisse y être jugé ou exécuter sa peine.
L'extradition est souvent permise par l'existence d'un accord préalable entre deux États mais pas nécessairement. Différentes conditions sont nécessaires telles que l'existence de l'incrimination dans l'État au sein duquel se trouve la personne concernée par la procédure, la réciprocité de la procédure d'extradition dans le droit du pays émetteur de la requête, l'absence de motifs politiques ou encore l'impossibilité pour l'État requérant de condamner la personne pour d'autres incriminations que celle pour laquelle est demandée l'extradition.

## Par pays

### États ayant signé la Convention Européenne des droits de l'homme
La Cour européenne des droits de l'homme (CEDH) a une jurisprudence très innovante en la matière. Elle refuse d'extrader un individu sous la juridiction d'un État membre, si celui-ci est condamné à la peine de mort dans son pays d'origine. Elle le justifie en déclarant que les conditions entourant la peine de mort (syndrome du couloir de la mort, angoisse, délai d'attente…) constituent un traitement inhumain et dégradant (la Cour opérant des degrés dans la qualification des faits), ce qui est contraire à l'article 3 de la Convention européenne des droits de l'homme (arrêt Soering c/ Royaume-Uni, 7 juillet 1989). Depuis, la jurisprudence a évolué et la peine de mort est de plus en plus autonomisée. Elle devient un acte de torture en soi, que la Cour peut directement condamner. Grâce à la CEDH, on opère une « protection par ricochet » des étrangers contre les mesures de leur pays d'origine. Le refus d'extrader par un pays n'appliquant pas la peine de mort vers un pays l'appliquant est un des six principes inaltérables gérant toutes les demandes d'extradition (source : site officiel d'Interpol).

### Canada
En droit canadien, les règles relatives à l'extradition sont dans la Loi sur l'extradition. Le principe de base de la Loi sur l'extradition est que, lorsque le Canada a conclu un traité d'extradition avec un pays, tout citoyen canadien peut être extradé pour une infraction commise à l'étranger en autant que l'infraction dont il est accusé aurait été sanctionnée par une peine d'emprisonnement ou une autre forme de privation de liberté au Canada. Le juge a des pouvoirs très limités dans la procédure d'extradition et seul le ministre de la Justice a le pouvoir discrétionnaire de mettre fin à une procédure d'extradition, car l'intention du législateur au moment d'adopter la loi était de responsabiliser les Canadiens à l'étranger tout en donnant un large pouvoir d'intervention au ministre dans certains dossiers sensibles où la sécurité nationale est en jeu.

### France
En matière d'infraction politique, le Code de procédure pénale français interdisait l'extradition (art. 696-4), de même que la Convention européenne d'extradition de 1957 (art. 3).

### Suisse
En Suisse, la Constitution fédérale prévoit que :
- « Les Suisses et les Suissesses ne peuvent être expulsés du pays ; ils ne peuvent être remis à une autorité étrangère que s’ils y consentent » ;
- « Les réfugiés ne peuvent être refoulés sur le territoire d’un État dans lequel ils sont persécutés ni remis aux autorités d’un tel État » ;
- « Nul ne peut être refoulé sur le territoire d’un État dans lequel il risque la torture ou tout autre traitement ou peine cruels et inhumains ».

## Quelques extraditions
- Marco Camenisch, extradé d'Italie en Suisse le 18 avril 2002. Motif : assassinat.
- Klaus Barbie, extradé de Bolivie en France le 5 février 1983. Motif : Crimes contre l'humanité.